# Igor Štemberger
Igor Štemberger, slovenski kemik, politik in poslovnež, * 5. november 1971.
Štemberger je bil kot član SMS poslanec 3. državnega zbora Republike Slovenije.
Na državnozborskih volitvah leta 2011 je kandidiral na listi Zares.

## Priznanja in odlikovanja
- srebrna medalja Slovenske vojske
- spominski znak Fernetiči 1991
- spominski znak ob deseti obletnici vojne za Slovenijo